# Velocisaurus
Velocisaurus („șopârlă rapidă”) este un gen de dinozaur teropod ceratosaurian care a trăit în Cretacicul târziu în Argentina.